# Goniastrea thecata
Goniastrea thecata är en korallart som beskrevs av Veron, DeVantier och Turak 2002. Goniastrea thecata ingår i släktet Goniastrea och familjen Faviidae. IUCN kategoriserar arten globalt som nära hotad. Inga underarter finns listade i Catalogue of Life.